# Aphilopota reducta
Aphilopota reducta là một loài bướm đêm trong họ Geometridae.